# San Juan (Ecuador)
San Juan, offizieller Name: San Juan de Juana de Oro, allgemein auch bekannt als San Juan de Puebloviejo, ist eine Kleinstadt und eine Parroquia rural („ländliches Kirchspiel“) im Kanton Puebloviejo der ecuadorianischen Provinz Los Ríos. Die Parroquia besitzt eine Fläche von 89,88 km². Die Einwohnerzahl lag im Jahr 2010 bei 18.427. Etwa die Hälfte davon lebte im urbanen Bereich von San Juan. Für 2015 wurde für die Parroquia eine Einwohnerzahl von 20.843 errechnet.

## Lage
Die Parroquia San Juan liegt im Tiefland westlich der Anden. Der Río Puebloviejo durchquert das Gebiet in südlicher Richtung. Im Osten wird das Verwaltungsgebiet von dessen alten Flusslauf begrenzt. Der Hauptort San Juan befindet sich am linken Flussufer des Río Puebloviejo 9 km südsüdwestlich vom Kantonshauptort Puebloviejo sowie 20 km nördlich der Provinzhauptstadt Babahoyo. Die Fernstraße E25 (Babahoyo-Quevedo) führt an San Juan vorbei. In San Juan zweigt die E484 nach Vinces westlich ab.
Die Parroquia San Juan grenzt im Westen und im Nordwesten an die Parroquias Isla de Bejucal und Guare (beide im Kanton Baba), im Norden an die Parroquia Puebloviejo, im Osten an die Parroquia Catarama (Kanton Urdaneta) sowie im Süden an die Parroquia Pimocha (Kanton Babahoyo).

## Orte und Siedlungen
Der Hauptort San Juan ist in folgende Barrios gegliedert: 5 de Junio, Central San Juan, Central San Juan Nuevo, Norte San Juan, San Juan Nuevo und Sur San Juan. Ferner gibt es etwa 20 Recintos. Die einwohnerstärksten Recintos sind Bola de Oro, Maria 1, Juana de Oro, Corozal und Voluntad de Dios.

## Geschichte
Die Parroquia San Juan wurde am 7. Februar 1846 gemeinsam mit dem Kanton Puebloviejo gegründet.